# Alfonso Parigi il Giovane
Alfonso Parigi, detto il Giovane (Firenze, 1606 – 1656) è stato un architetto italiano.

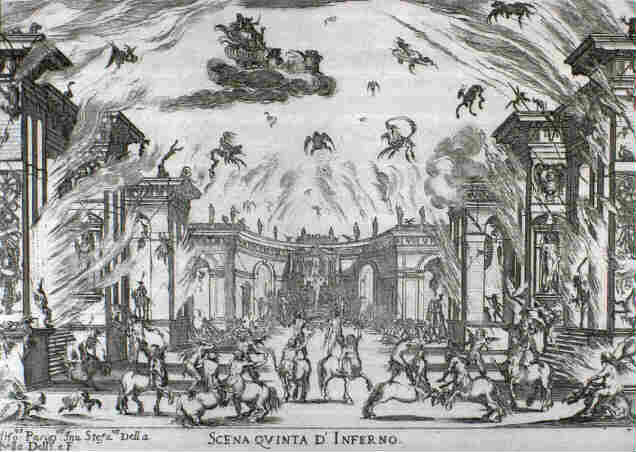
Scena quinta d'inferno, stampa per le scenografie della rappresentazione delle Nozze degli dei (1637)

Discendeva da una famiglia di famosi architetti come il padre, Giulio Parigi, e il nonno, Alfonso Parigi il vecchio.
La sua attività si svolse principalmente a Firenze. Iniziò a lavorare con il padre fin da giovanissimo e lo affiancò costantemente nelle sue realizzazioni. Dopo la scomparsa del padre nel 1635, divenne architetto di corte del Granduca a Palazzo Pitti, dove condusse il completamento del Giardino di Boboli sul nuovo asse del Viottolone, realizzando l'Isolotto e le gradinate dell'anfiteatro.
Lavorò anche alla chiesa di San Giovanni degli Scolopi, alla chiesa di Santo Spirito e alle ville medicee come Poggio a Caiano e Careggi. Fu anche un incisore e un creatore di fantasiosi apparati per feste e celebrazioni.